# 阿德賴河
阿德賴河（也作，孟加拉语：孟加拉語：）是南亞的一条河流，發源自印度的西孟加拉邦，流經孟加拉的朗布爾專區和拉傑沙希專區，河道全長390公里，最大水深30米。
《摩诃婆罗多》提到阿德賴河，它与戈罗多亚河相连。它从西孟加拉邦发源后流经孟加拉迪纳杰布尔县，然后返回印度境内。在这里它流经南迪奈普县。然后重新进入孟加拉。在这里它分成两个河道。阿德賴河是重要的渔业水域，在季风期它也会在许多地区导致洪水。

## 早期历史
阿德賴河过去是孟加拉最大的河流之一，它是提斯塔河注入恒河的主要渠道。1787年提斯塔河改道注入布拉马普特拉河后阿德賴河失去了它昔日的重要性，今天它也已经失去了大多数它过去大河的迹象。
它在拉杰沙希市注入巴拉尔河。过去它的河道在今天河道的南边和东边，但是后来巴拉尔河改道迫使阿德賴河汇入。老河道被淤沙填积。
阿德賴河的南支依然追随其过去的河床，是今天当地河流改道最明显的范例。